# Bugsy Malone
Bugsy Malone é um filme britano-estadunidense de 1976 do gênero comédia musical, dirigido por Alan Parker. 
A história é vagamente baseada nas ações criminosas praticadas por gângsteres durante a vigência da Lei Seca nos Estados Unidos, principalmente Al Capone e Bugs Moran. Todos os personagens, contudo, são interpretados por menores de 17 anos. As canções são do compositor Paul Williams, interpretadas por ele, Archie Hahn e outros. 
Realizado na Inglaterra, a maior parte nos Estúdios Pinewood. As locações foram em Black Park Country Park (Wexham, Buckinghamshire) e Reading, Berkshire.
Foi o primeiro filme longa-metragem do diretor Alan Parker e a estreia no cinema de Scott Baio que atua ao lado da já veterana Jodie Foster, que ganhou dois prêmios BAFTA por esse papel.

## Elenco
- Scott Baio...Bugsy Malone
- Florrie Dugger...Blousey Brown
- Jodie Foster...Tallulah
- John Cassisi...Fat Sam
- Martin Lev...Dandy Dan
- Paul Murphy...Leroy Smith
- Sheridan Earl Russell...Knuckles
- Albin Humpty Jenkins...Fizzy
- Paul Chirelstein...Capitão Smolsky e um pugilista
- Andrew Paul...O'Dreary
- Michael Jackson...Razamataz

### Participações especiais
- Dexter Fletcher...Baby Face
- Bonnie Langford...Lena Marelli
- Mark Curry...produtor
- Kathryn Apanowicz...assistente
- Phil Daniels...garçom
- Jonathan Scott-Taylor

## Sinopse
Nos tempos dos gângsteres, o império do crime do chefão "Fat Sam" começa a desmoronar quando seu rival, o refinado Dandy Dan, municia seus homens com novas e terríveis armas chamadas de "metralhadoras cuspidoras" que anulam os inimigos "empastelando-os". Enquanto isso, o malandro despreocupado Bugsy Malone tenta ajudar a aspirante a cantora Blousey Brown. O romance é conturbado por ambos estarem sem dinheiro e, devido a isso, Bugsy aceitar trabalhos perigosos oferecidos por Sam - que tenta revidar os ataques de Dandy - e também pelos assédios amorosos da cantora Tallulah, que provoca ciúmes em Blousey.

## Trilha sonora
Lançado em LP (1976) e CD (1996), com performances de Paul Williams, Archie Hahn, Julie McWirder e Liberty Williams. 
1. Bugsy Malone - Paul Williams
2. Fat Sam's Grand Slam - Paul Williams
3. Tomorrow
4. Bad Guys
5. I'm Feeling Fine
6. My Name Is Tallulah
7. So You Wanna Be a Boxer?
8. Ordinary Fool
9. Down and Out
10. You Give a Little Love - Paul Williams